# Nandayus nenday
Nandayus nenday là một loài chim trong họ Psittacidae.